# Safari Rally

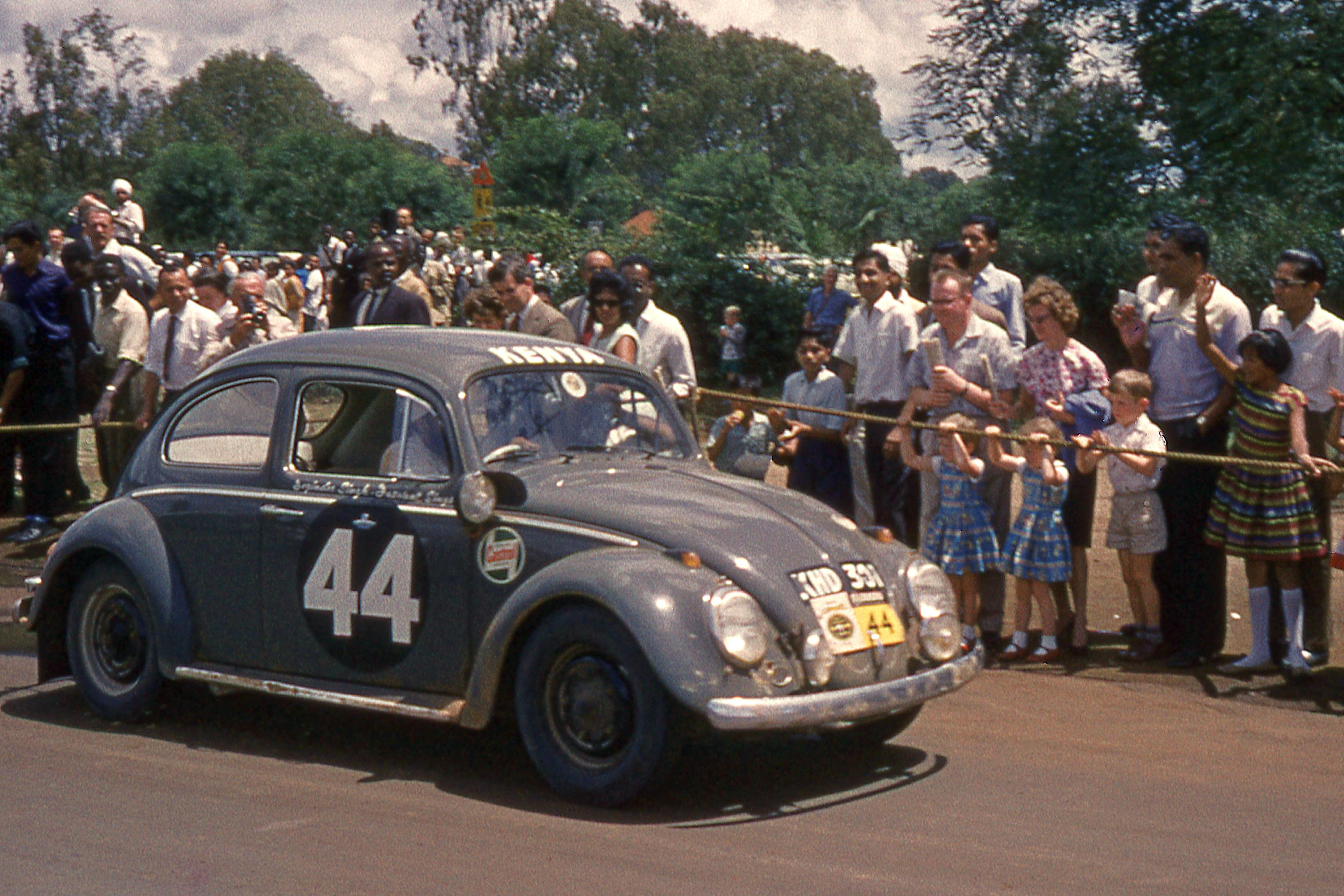
Un caratteristico passaggio del Safari Rally (1963)

Il Safari Rally, detto anche semplicemente Safari, è una gara di rally istituita dalla East African Coronation Safari per celebrare l'incoronazione della Regina Elisabetta II. La prima edizione, svoltasi tra il 27 maggio e il 1º giugno del 1953, attraversava il Kenya, l'Uganda e la Tanzania (all'epoca Tanganica).

## Storia

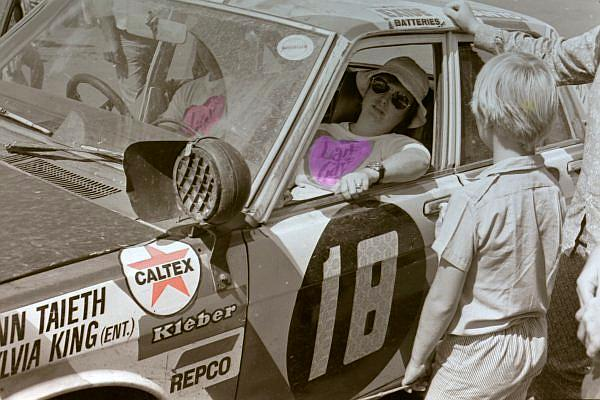
Un check point all'East African Safari Rally 1973

Fino al 1974 la gara ebbe nome di East African Safari Rally; in seguito divenne "Safari Rally". Il Safari Rally è considerato da molti come il rally più duro del mondo.
L'evento fu cancellato dal Campionato Mondiale Rally (WRC) nel 2003 per mancanza di fondi dell'organizzazione. Dopo alcuni anni in cui aveva validità solamente continentale, nel 2007 e nel 2009 è stata gara valevole per l'Intercontinental Rally Challenge.

## Albo d'oro
| Anno | Denominazione                       | Vincitori                                        | Auto                                           | Scuderia                                       | Validità             |
| ---- | ----------------------------------- | ------------------------------------------------ | ---------------------------------------------- | ---------------------------------------------- | -------------------- |
| 1953 | 1st Coronation Safari               | Non venne proclamato alcun vincitore ufficiale   | Non venne proclamato alcun vincitore ufficiale | Non venne proclamato alcun vincitore ufficiale | -                    |
| 1954 | 2nd Coronation Safari               | D.P. Marwaha Vic Preston Sr.                     | Volkswagen Käfer Typ 122                       | -                                              | -                    |
| 1955 | 3rd Coronation Safari               | D.P. Marwaha Vic Preston Sr.                     | Ford Zephyr Mk1                                | -                                              | -                    |
| 1956 | 4th Coronation Safari               | Eric Cecil A.R. "Tony" Vickers                   | DKW                                            | -                                              | -                    |
| 1957 | 5th Coronation Safari               | A.A. "Gus" Hofmann Arthur A.N. Burton            | Volkswagen Käfer Typ 122                       | -                                              | -                    |
| 1958 | 6th Coronation Safari               | Non venne proclamato alcun vincitore ufficiale   | Non venne proclamato alcun vincitore ufficiale | Non venne proclamato alcun vincitore ufficiale | -                    |
| 1959 | 7th Coronation Safari               | William "Bill" A. Fritschy Jack L. Ellis         | Mercedes-Benz 219                              | -                                              | -                    |
| 1960 | 8th East African Safari             | William "Bill" A. Fritschy Jack L. Ellis         | Mercedes-Benz 219                              | -                                              | -                    |
| 1961 | 9th East African Safari             | Constantine John Manussis Bill Coleridge         | Mercedes-Benz 220 SE                           | -                                              | -                    |
| 1962 | 10th East African Safari            | Thomas Thorgny "Tommy" Fjastad Bernhard Schmider | Volkswagen Käfer Typ 122                       | -                                              | -                    |
| 1963 | 11th East African Safari            | Zbigniew 'Nick' Nowicki Paddy B. Cliff           | Peugeot 404                                    | -                                              | -                    |
| 1964 | 12th East African Safari            | Peter J.C. Hughes William W.G. "Billy" Young     | Ford Cortina GT                                | -                                              | -                    |
| 1965 | 13th East African Safari Rally      | Joginder Singh Jaswant Singh                     | Volvo PV 544 Sport                             | -                                              | -                    |
| 1966 | 14th East African Safari Rally      | Bert Shankland Chris Rothwell                    | Peugeot 404                                    | -                                              | -                    |
| 1967 | 15th East African Safari Rally      | Bert Shankland Chris Rothwell                    | Peugeot 404                                    | -                                              | -                    |
| 1968 | 16th East African Safari Rally      | Zbigniew 'Nick' Nowicki Paddy B. Cliff           | Peugeot 404                                    | -                                              | -                    |
| 1969 | 17th East African Safari Rally      | Robin C. Hillyar John "Jock" Aird                | Ford Taunus 20M RS                             | Ford Werke                                     | -                    |
| 1970 | 18th East African Safari Rally      | Edgar Herrmann Hans Schüller                     | Datsun 1600 SSS                                | Nissan Motor Co. Ltd                           | ICM                  |
| 1971 | 19th East African Safari Rally      | Edgar Herrmann Hans Schüller                     | Datsun 240Z                                    | Nissan Motor Co. Ltd                           | ICM                  |
| 1972 | 20th East African Safari Rally      | Hannu Mikkola Gunnar Palm                        | Ford Escort RS 1600                            | Nissan Motor Co. Ltd                           | ICM                  |
| 1973 | 21st East African Safari Rally      | Shekhar Mehta Lofty Drews                        | Datsun 240Z                                    | Nissan Motor Co. Ltd                           | WRC                  |
| 1974 | 22nd East African Safari Rally      | Joginder Singh David Doig                        | Mitsubishi Colt Lancer                         | -                                              | WRC                  |
| 1975 | 23rd Safari Rally                   | Ove Andersson Arne Hertz                         | Peugeot 504                                    | -                                              | WRC                  |
| 1976 | 24th Safari Rally                   | Joginder Singh David Doig                        | Mitsubishi Lancer 1600 GSR                     | -                                              | WRC                  |
| 1977 | 25th Safari Rally                   | Björn Waldegård Hans Thorszelius                 | Ford Escort RS 1800                            | Ford Motor Co. Ltd.                            | WRC Coppa FIA piloti |
| 1978 | 26th Safari Rally                   | Jean-Pierre Nicolas Jean-Claude Lefèbvre         | Peugeot 504 Coupé V6                           | Marshalls East Africa Ltd                      | WRC Coppa FIA piloti |
| 1979 | 27th Safari Rally                   | Shekhar Mehta Mike Doughty                       | Datsun 160J                                    | DT Dobie Team Datsun                           | WRC                  |
| 1980 | 28th Marlboro Safari Rally          | Shekhar Mehta Mike Doughty                       | Datsun 160J                                    | DT Dobie Team Datsun                           | WRC                  |
| 1981 | 29th Marlboro Safari Rally          | Shekhar Mehta Mike Doughty                       | Datsun Violet GT                               | DT Dobie Team Datsun                           | WRC                  |
| 1982 | 30th Marlboro Safari Rally          | Shekhar Mehta Mike Doughty                       | Datsun Violet GT                               | DT Dobie Team Datsun                           | WRC                  |
| 1983 | 31st Marlboro Safari Rally          | Ari Vatanen Terry Harryman                       | Opel Ascona 400                                | Rothmans Opel Rally Team                       | WRC                  |
| 1984 | 32nd Marlboro Safari Rally          | Björn Waldegård Hans Thorszelius                 | Toyota Celica Twin-Cam Turbo                   | Westlands Motors                               | WRC                  |
| 1985 | 33rd Marlboro Safari Rally          | Juha Kankkunen Fred Gallagher                    | Toyota Celica Twin-Cam Turbo                   | Westlands Motors                               | WRC                  |
| 1986 | 34th Marlboro Safari Rally          | Björn Waldegård Fred Gallagher                   | Toyota Celica Twin-Cam Turbo                   | Toyota Team Europe                             | WRC                  |
| 1987 | 35th Marlboro Safari Rally          | Hannu Mikkola Arne Hertz                         | Audi 200 Quattro                               | Audi Sport                                     | WRC                  |
| 1988 | 36th Marlboro Safari Rally          | Miki Biasion Tiziano Siviero                     | Lancia Delta Integrale                         | Martini Lancia                                 | WRC                  |
| 1989 | 37th Marlboro Safari Rally          | Miki Biasion Tiziano Siviero                     | Lancia Delta Integrale                         | Martini Lancia                                 | WRC                  |
| 1990 | 38th Marlboro Safari Rally          | Björn Waldegård Fred Gallagher                   | Toyota Celica GT-Four ST165                    | Toyota Team Kenya                              | WRC                  |
| 1991 | 39th Martini Safari Rally           | Juha Kankkunen Juha Piironen                     | Lancia Delta Integrale 16V                     | Martini Racing                                 | WRC                  |
| 1992 | 40th Safari Rally                   | Carlos Sainz Luis Moya                           | Toyota Celica Turbo 4WD                        | Toyota Kenya                                   | WRC                  |
| 1993 | 41st Trust Bank Safari Rally        | Juha Kankkunen Juha Piironen                     | Toyota Celica Turbo 4WD                        | Toyota Castrol Team                            | WRC                  |
| 1994 | 42nd Trust Bank Safari Rally        | Ian Duncan David Williamson                      | Toyota Celica Turbo 4WD                        | Toyota Castrol Team                            | WRC                  |
| 1995 | 43rd Safari Rally Kenya             | Yoshio Fujimoto Arne Hertz                       | Toyota Celica Turbo 4WD                        | Toyota Castrol Team                            | Coppa FIA 2 litri    |
| 1996 | 44th Safari Rally Kenya             | Tommi Mäkinen Seppo Harjanne                     | Mitsubishi Lancer Evo III                      | Mitsubishi Ralliart                            | WRC                  |
| 1997 | 45th Safari Rally Kenya             | Colin McRae Nicky Grist                          | Subaru Impreza WRC97                           | 555 Subaru WRT                                 | WRC                  |
| 1998 | 46th Safari Rally Kenya             | Richard Burns Robert Reid                        | Mitsubishi Carisma GT Evo IV                   | Mitsubishi Ralliart                            | WRC                  |
| 1999 | 47th 555 Safari Rally               | Colin McRae Nicky Grist                          | Ford Focus WRC                                 | Ford Motor Co. Ltd.                            | WRC                  |
| 2000 | 48th Sameer Safari Rally Kenya      | Richard Burns Robert Reid                        | Subaru Impreza WRC99                           | Subaru World Rally Team                        | WRC                  |
| 2001 | 49th Safari Rally Kenya             | Tommi Mäkinen Risto Mannisenmäki                 | Mitsubishi Lancer Evo 6.5                      | Marlboro Mitsubishi Ralliart                   | WRC                  |
| 2002 | 50th Inmarsat Safari Rally Kenya    | Colin McRae Nicky Grist                          | Ford Focus RS WRC 02                           | Ford Motor Co. Ltd.                            | WRC                  |
| 2003 | 51st KCB Safari Equator Rally Kenya | Glen Edmunds Williams Carter Phillips            | Mitsubishi Lancer Evo VI                       | -                                              | ARC                  |
| 2004 | 52nd Safari Rally Kenya             | Carl Tundo Tim Jessop                            | Subaru Impreza 555                             | -                                              | ARC                  |
| 2005 | 53rd KCB Safari Rally               | Glen Edmunds Des Page-Morris                     | Mitsubishi Lancer Evo VII                      | -                                              | ARC                  |
| 2006 | 54th KCB Safari Rally               | Azar Anwar Daniel Maxwell                        | Mitsubishi Lancer Evo VI                       | Aztek                                          | ARC                  |
| 2007 | 55th KCB Safari Rally               | Conrad Rautenbach Peter Marsh                    | Subaru Impreza STi                             | -                                              | IRC                  |
| 2008 | 56th KCB Safari Rally               | Lee Rose Piers Daykin                            | Mitsubishi Lancer Evo IX                       | -                                              | ARC                  |
| 2009 | 57th KCB Safari Rally               | Carl Tundo Tim Jessop                            | Mitsubishi Lancer Evo IX                       | -                                              | IRC                  |
| 2010 | 58th Safari Rally                   | Lee Rose Piers Daykin                            | Mitsubishi Lancer Evo IX                       | -                                              | ARC                  |
| 2011 | 59th Safari Rally                   | Carl Tundo Tim Jessop                            | Mitsubishi Lancer Evo IX                       | -                                              | ARC                  |
| 2012 | 60th Safari Rally                   | Carl Tundo Tim Jessop                            | Mitsubishi Lancer Evo IX                       | -                                              | ARC                  |
| 2013 | 61st KCB Safari Rally               | Baldev Chager Ravi Soni                          | Mitsubishi Lancer Evo X                        | -                                              | ARC                  |
| 2014 | 62nd KCB Safari Rally               | Baldev Chager Ravi Soni                          | Mitsubishi Lancer Evo X                        | Kabras Sugar Racing                            | ARC                  |
| 2015 | 63rd KCB Safari Rally               | Jaspreet Singh Chatthe Gurdeep Panesar           | Mitsubishi Lancer Evo X                        | Team Kibos                                     | -                    |
| 2016 | 64th KCB Safari Rally               | Jaspreet Singh Chatthe Gurdeep Panesar           | Mitsubishi Lancer Evo X                        | Team Kibos                                     | -                    |
| 2017 | 65th Safari Rally                   | Tapio Laukkanen Gavin Laurence                   | Subaru Impreza STi                             | Multiple Racing Team                           | ARC                  |
| 2018 | 66th Safari Rally                   | Carl Tundo Tim Jessop                            | Mitsubishi Lancer Evo X                        | Menengai Oil Racing                            | ARC                  |
| 2019 | 67th Safari Rally                   | Baldev Chager Ravi Soni                          | Mitsubishi Lancer Evo X                        | -                                              | ARC                  |
| 2020 | Safari Rally Kenya 2020             | Cancellato a causa della pandemia di COVID-19.   | Cancellato a causa della pandemia di COVID-19. | Cancellato a causa della pandemia di COVID-19. | WRC                  |
| 2021 | Safari Rally Kenya 2021             | Sébastien Ogier Julien Ingrassia                 | Toyota Yaris WRC                               | Toyota Gazoo Racing WRT                        | WRC                  |
| 2022 | Safari Rally Kenya 2022             | Kalle Rovanperä Jonne Halttunen                  | Toyota GR Yaris Rally1 Hybrid                  | Toyota Gazoo Racing WRT                        | WRC                  |
| 2023 | 71° Safari Rally Kenya              | Sébastien Ogier Vincent Landais                  | Toyota GR Yaris Rally1 Hybrid                  | Toyota Gazoo Racing WRT                        | WRC                  |
| 2024 | 72° Safari Rally Kenya              | Kalle Rovanperä Jonne Halttunen                  | Toyota GR Yaris Rally1 Hybrid                  | Toyota Gazoo Racing WRT                        | WRC                  |
| 2025 | 73° Safari Rally Kenya              | Elfyn Evans Scott Martin                         | Toyota GR Yaris Rally1                         | Toyota Gazoo Racing WRT                        | WRC                  |